# Douctouyre
Le Douctouyre est une rivière du Sud de la France qui coule dans le département de l'Ariège, en ancienne région Midi-Pyrénées, et maintenant en nouvelle région Occitanie. C'est un affluent de l'Hers-Vif en rive gauche (le plus long de ce cours d'eau), donc un sous-affluent de la Garonne par l'Ariège.

## Géographie
Le Douctouyre est une rivière des Pyrénées de 41,9 km de longueur. Elle a son origine dans le département de l'Ariège : sa source se trouve vers 1 400 mètres d'altitude dans les derniers contreforts du massif de Tabe (Pyrénées ariégeoises) sur la commune de Freychenet.
La rivière file ensuite vers le nord en traversant successivement les collines agricoles du Plantaurel, via les gorges de Péreille, et du piémont pyrénéen, et se jette dans l'Hers-vif en rive gauche, commune de Vals, à une vingtaine de kilomètres en aval (à l'ouest) de Mirepoix.

### Communes et cantons traversés
Dans le seul département de l'Ariège, le Douctouyre traverse les quinze communes suivantes de Freychenet, Montferrier, Nalzen, Carla-de-Roquefort, Roquefixade, Ilhat, Lieurac, Pereille, Vira, Dun, Les Pujols, Arvigna, Les Issards, Vals, Rieucros.

### Bassin versant
Le Douctouyre traverse cinq zones hydrographiques pour 161 km2 de superficie totale. Ce bassin versant est constitué à 68,45 % de « forêts et milieux semi-naturels », à 31,93 % de « territoires agricoles ». 

## Affluents

### Principaux affluents
- La Turègne (4,5 km)
- Ruisseau du Sautel (7,6 km)
- Ruisseau de Senesse (13 km)
- Ruisseau de Ternesse (7,5 km)
- Ruisseau de la Bouiche (5 km)

## Hydrologie

### Le Douctouyre à Vira
Le débit du Douctouyre  a été observé durant une période de 41 ans (1968-2008) à Vira, localité du département de l'Ariège située à environ 10 km de son confluent avec le Hers-vif. La surface du bassin contrôlé par cette station est de 131 km2, soit environ 93 % du bassin versant total de la rivière
Le module de la rivière à Vira est de 1,68 m3/s, ce qui place le Douctouyre au 3e rang des affluents de l'Hers pour son débit (derrière Fontestorbes et le Touyre).
Le Douctouyre présente des fluctuations saisonnières de débit importantes. Avant de les détailler, il faut d'ailleurs noter que le bassin du Douctouyre, par la répartition des altitudes qui le caractérise, est une sorte de « modèle » réduit de celui de l'Hers-Vif en fin de parcours, à Mazères-Calmont. Ainsi, comme l'Hers en fin de parcours, son régime est avant tout pluvial avec une légère influence nivale liée au fait que les sources de la rivière se trouvent en montagne, vers 1 400 m environ d'altitude. Les hautes eaux se déroulent ainsi en hiver et au printemps, de décembre à mai inclus, avec des débits mensuels oscillant entre 2,16 m3/s et 3,35 m3/s en février. Plus précisément, on note 2 maxima : l'un, le principal, en février (3,35 m3/s, lié avant tout aux précipitations liquides sur la quasi-totalité du bassin, l'autre un peu moindre (3,13 m3/s) en avril, correspondant à une petite part de fonte nivale venant du haut bassin qui se rajoute à des débits d'origine pluviale encore abondants. En juin, le débit baisse fortement, jusqu'aux basses eaux (étiage) d'été-début d'automne, qui ont lieu de juillet à octobre inclus, entraînant une  baisse du débit mensuel moyen jusqu'à 0,234 m3/s au mois d'août, ce qui est assez bas mais reste néanmoins relativement consistant par rapport aux autres affluents de l'Hers moyen et inférieur (Ambronne et Vixiège notamment). Mais les fluctuations peuvent être bien plus importantes sur de courtes périodes ou selon les années, l'irrégularité étant une caractéristique majeure du cours d'eau.

### Étiage ou basses eaux
Aux étiages, le VCN3 peut chuter jusqu'à 0,027 m3/s, en moyenne une fois tous les 5 ans (« quinquennale sèche »), ce qui est plutôt sévère, le Douctouyre étant alors simplement réduit à quelques filets d'eau. Si ce chiffre faible n'atteint toutefois pas les valeurs rencontrées sur la Vixiège ou l'Ambronne, le Douctouyre est avec cette dernière le seul affluent important de l'Hers à pouvoir tomber à sec. Cependant, ce cas exceptionnel, qui ne s'est produit que pendant une durée d'un mois lors de la grande sécheresse d'août 1989 pourrait être lié aux prélèvements agricoles (irrigation) qui affectent la basse vallée du Douctouyre.

### Crues
D'autre part, les crues peuvent être très importantes, comme c'est le cas de bien des cours d'eau du piémont pyrénéen. Les QIX 2 et QIX 5 valent respectivement 51 et 79 m3/s. Le QIX 10 est de 98 m3/s, le QIX 20 de 120 m3/s, tandis que le QIX 50 se monte à 140 m3/s.
Le débit instantané maximal enregistré à Vira a été de 108 m3/s le 15 janvier 1981, date de la plus grande crue qu'ait d'ailleurs connu le bassin de l'Hers-Vif depuis 1960, tandis que la valeur journalière maximale était de 73,4 m3/s le 11 juin 2000. En comparant la première de ces valeurs à l'échelle des QIX de la rivière, il apparaît que cette crue, présente une période de retour comprise entre 10 et 20 ans (15 ans environ). Elle n'est donc nullement exceptionnelle, car destinée à se répéter en moyenne tous les 15 ans environ.

### Lame d'eau et débit spécifique
Le Douctouyre est une rivière d'origine montagnarde mais drainant des zones étendues de faible altitude. De ce compromis, elle tire une certaine abondance, moindre toutefois que celle du Touyre et de l'Hers à leur sortie des Pyrénées mais comparable à celle du Blau. La lame d'eau écoulée dans son bassin versant est de 407 millimètres annuellement, ce qui est relativement élevé, sensiblement supérieur à la moyenne d'ensemble de la France tous bassins confondus, supérieur aussi à la moyenne du bassin de l'Hers-vif (361 millimètres à Mazères) et à celle du bassin de la Garonne (384 millimètres au Mas-d'Agenais). Le débit spécifique (ou Qsp) atteint 12,9 litres par seconde et par kilomètre carré de bassin.

## Aménagements et écologie
Le Douctouyre a permis la mise en marche de moulins, dédiés à la scierie, à la fabrication de farine et de peignes en corne.

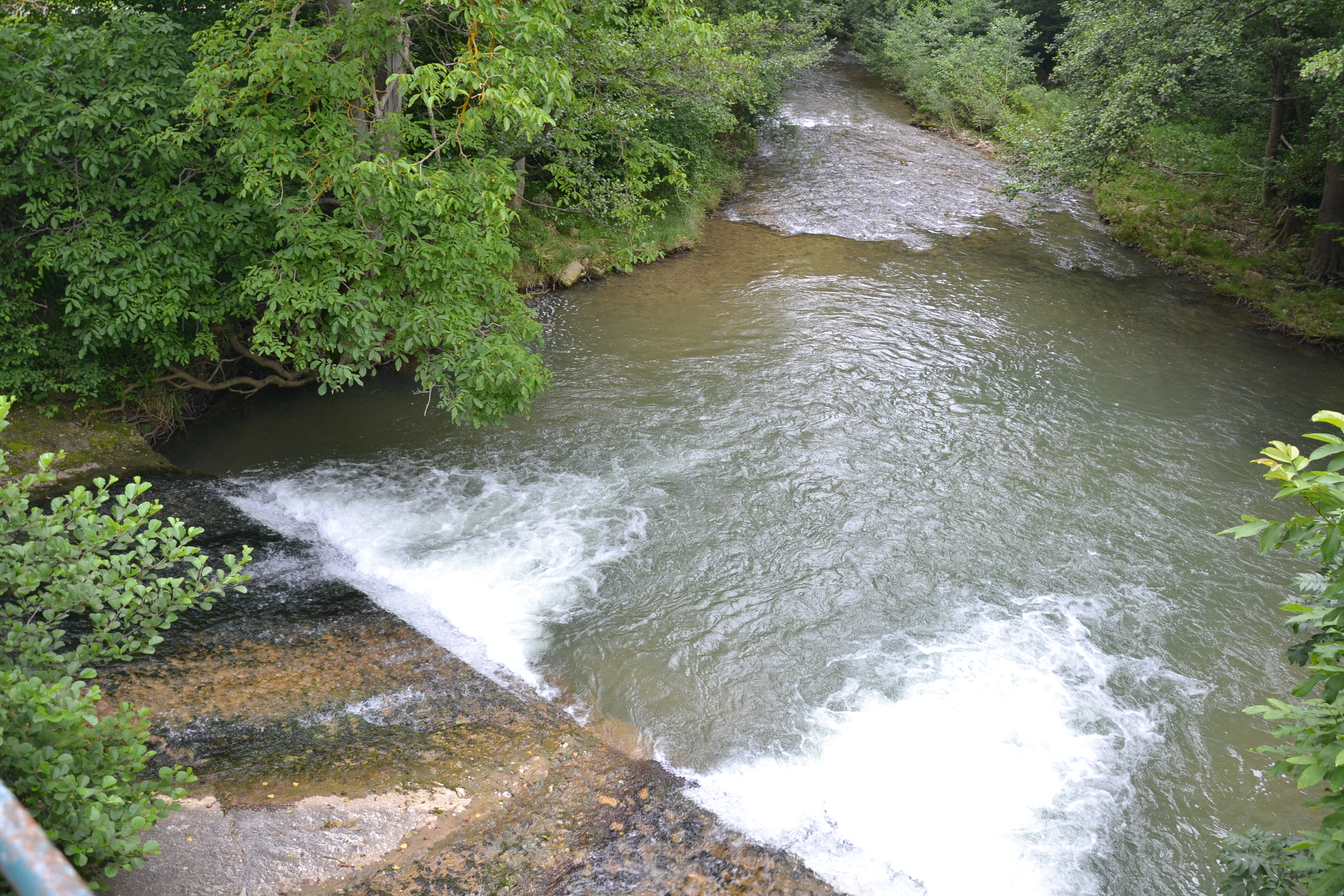
Le Douctouyre à Lieurac.
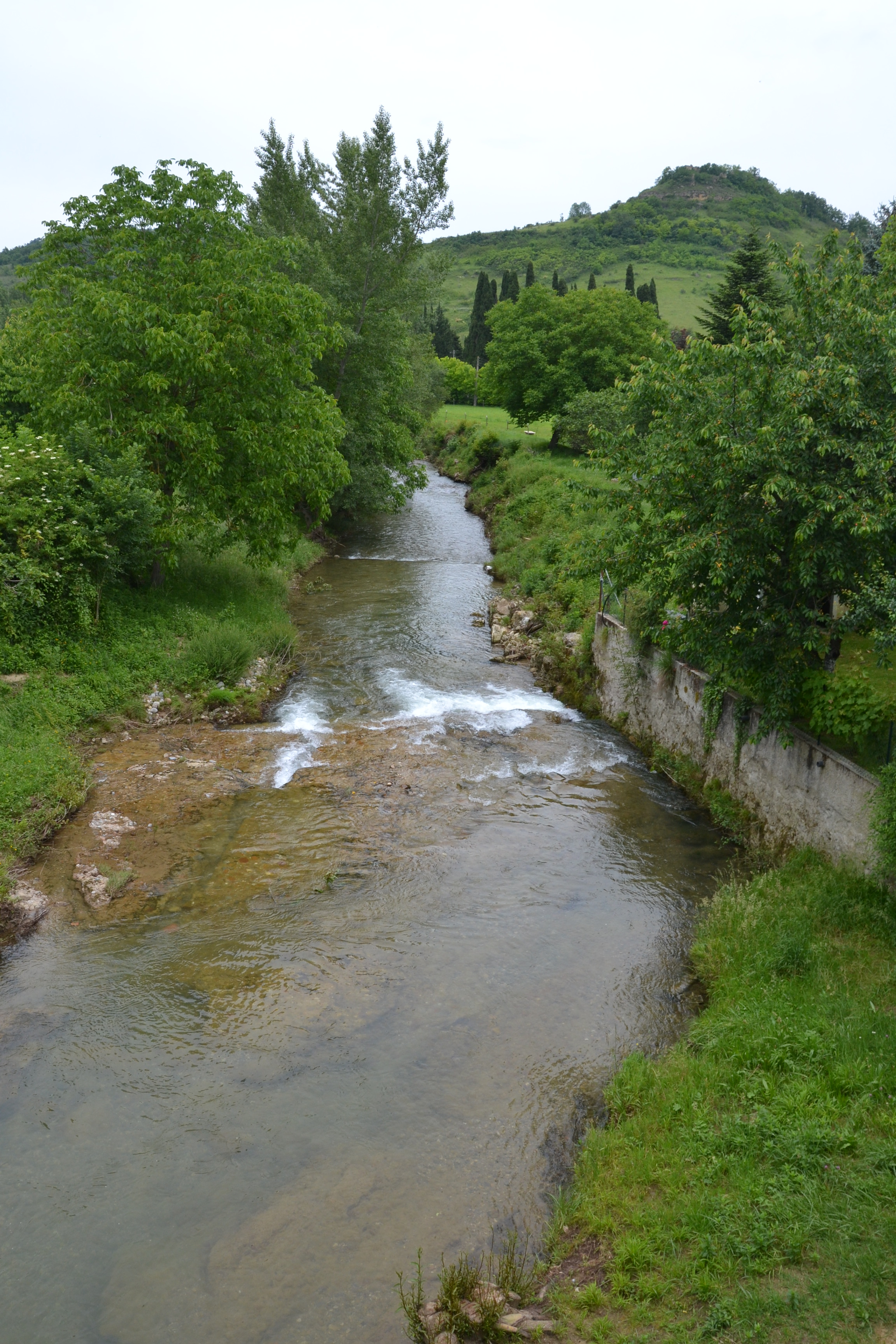
Le Douctouyre à Dun.
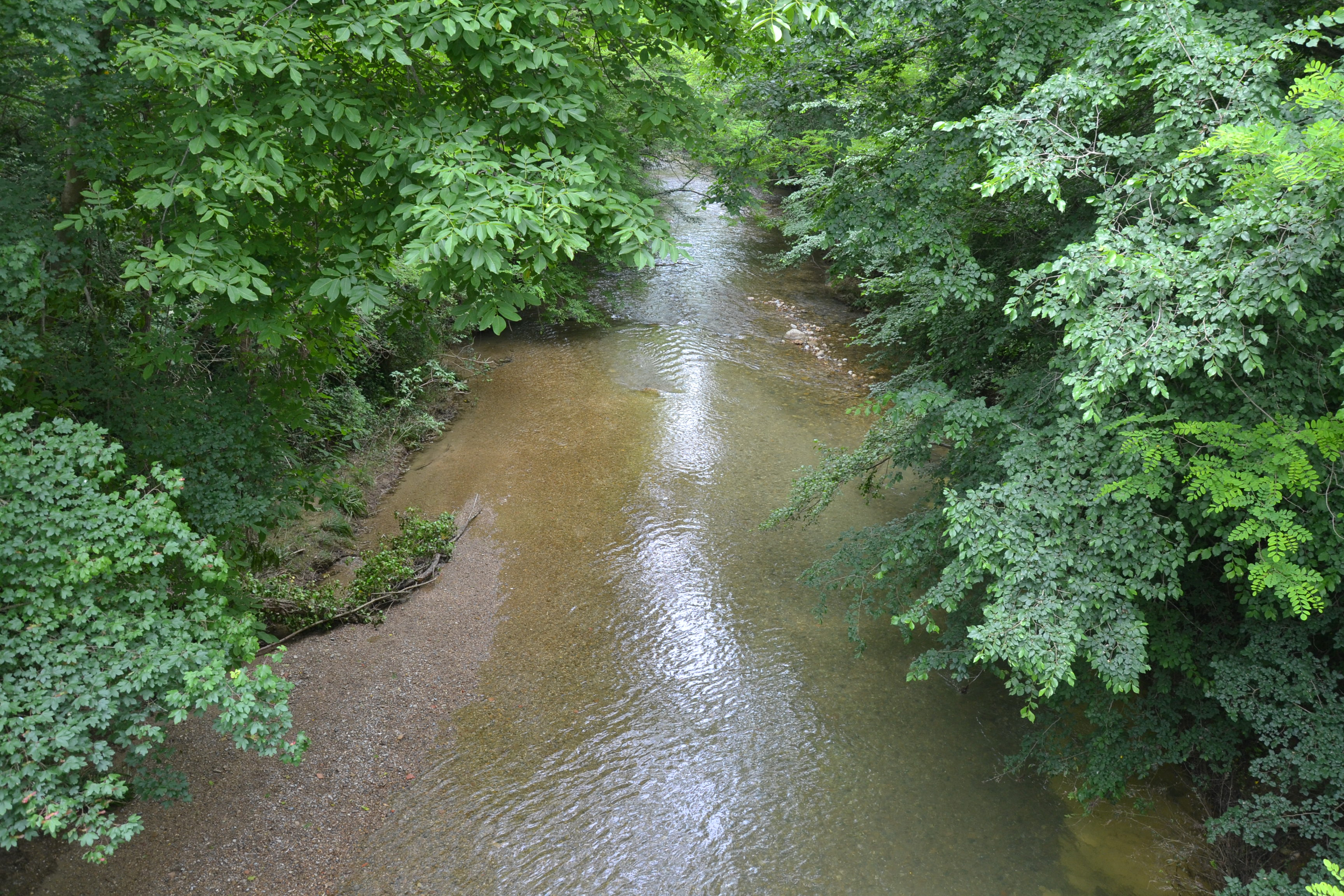
Le Douctouyre à Vira.